# Standortmunitionsniederlage Wuppertal
Die Standortmunitionsniederlage Wuppertal war eine Standortmunitionsniederlage für die in den Wuppertaler Kasernen stationierten Flugabwehreinheiten auf der Stadtgrenze zwischen Radevormwald und Halver. Es wurde von der Bundeswehr unter der Bezeichnung Standortmunitionsniederlage 344/2 oder auch Standortmunitionsniederlage Wuppertal-Halver geführt.

## Lage und Beschreibung
Das 24,8 Hektar große Munitionsdepot des Verteidigungsbezirkskommandos 34 des Wehrbereichskommandos III lag im Waldgebiet In der Mark auf der Stadtgrenze zwischen den beiden östlich von Wuppertal gelegenen Städten Halver und Radevormwald. Die Standortmunitionsniederlage war durch eine Zufahrt von der Bundesstraße 229 bei Handweiser erreichbar. 
Im Rahmen der Rüstungskonversion wurde der Standort Wuppertal und die dazugehörige Standortmunitionsniederlage mit Ablauf des Jahres 2000 aufgegeben und nach dem Verkauf zum 31. Dezember 2002 als rekultiviert wieder der forstwirtschaftlichen Nutzung überstellt.